# Bereitstellungszins
Bereitstellungszinsen (auch Bereithaltungszinsen oder Bereitstellungsprovision) werden von Kreditinstituten bei Krediten für den Fall erhoben, dass zwischen der im Kreditvertrag vorgesehenen Auszahlungsreife und dem tatsächlichen Abruf der Kreditmittel ein größerer Zeitraum liegen sollte.

## Berechnungsmethoden
In der Bankpraxis werden zwei Berechnungsmethoden alternativ angewandt, der anrechenbare und der nicht anrechenbare Bereitstellungszins. Der anrechenbare Bereitstellungszins wird lediglich vom nicht in Anspruch genommenen Kreditteil berechnet, während die nicht anrechenbare Variante etwaige Kreditinanspruchnahmen unberücksichtigt lässt und vom Kreditbetrag berechnet wird. Die Berechnung des Bereitstellungszinses beginnt bei syndizierten Krediten mit dem Datum der Auszahlungsreife, also mit Erfüllung sämtlicher Auszahlungsbedingungen im Kreditvertrag oder bei Immobilienfinanzierungen nach Ablauf eines bereitstellungszinsfreien Zeitraums (zwischen 6 und 12 Monaten) ab Vertragsbeginn. Der Bereitstellungszins beträgt in der Regel 3 % pro Jahr (oder 0,25 % monatlich).

## Berechnungspraxis
Bei Neubauvorhaben und Modernisierungen erfolgt die Auszahlung von Teilbeträgen aus dem gewährten Immobiliendarlehen in der Regel später als zum Beispiel bei einer einmaligen Auszahlung für den Kaufpreis einer bereits vorhandenen Immobilie. Bei einem Neubau sind der Kaufpreis des Grundstücks und die Baukosten in Raten anhand des Baufortschrittes zu zahlen. Dadurch liegt zwischen dem Datum der Auszahlungsreife und der Auszahlung des letzten Teilbetrags aus dem Kredit ein größerer Zeitraum, der teilweise ein Jahr erreichen kann. In diesem Fall sind die Bereitstellungszinsen Teil der Bauzeitzinsen.
Häufige Anwendungsgebiete sind mittel- oder langfristige Bankkredite insbesondere im Bereich der Immobilienfinanzierungen, syndizierten Firmenkredite („Commitment fee“) oder Stand-by-Kredite.

## Berechnungsgründe
Insbesondere bei mittel- und langfristigen Krediten wird unterstellt, dass sie betraglich und laufzeitmäßig kongruent durch das Kreditinstitut refinanziert werden. Das bedeutet für den Fall einer vertraglich verbindlichen Kreditzusage, dass die Kreditinstitute diese deckungsgleich (also betraglich und laufzeitkonform) refinanzieren und ihrerseits die Auszahlung aber sofort erhalten. Diese sofortige Auszahlung bei der Refinanzierung kann im Falle des ganzen oder teilweisen Nichtabrufs der Darlehensmittel bei der Kreditgewährung jedoch nicht unmittelbar weitergegeben werden, sodass eine Deckungsungleichheit (englisch mismatch) bei der Auszahlung entsteht. Deshalb müssen die sofort ausgezahlten Refinanzierungsmittel zunächst im Regelfall zu ungünstigeren Zinsen solange angelegt werden, bis der Kredit abgerufen wird. Aus diesem Zinsnachteil im Vergleich zum sofort voll ausgezahlten Kredit begründet sich das Erfordernis eines Bereitstellungszinses.
Die seit Januar 2014 EU-weit gültige Kapitaladäquanzverordnung beinhaltet eine Regelung, wonach nicht in Anspruch genommene Zusagen als unbedingt kündbar betrachtet werden, wenn die Vertragsbedingungen es dem Institut erlauben, die nach dem Verbraucherschutzrecht und den damit verbundenen Rechtsvorschriften bestehenden Kündigungsmöglichkeiten voll auszuschöpfen (Artikel 154 Nr. 4b Kapitaladäquanzverordnung). Kreditzusagen – ausgenommen Liquiditätsfazilitäten für Verbriefungen – mit einer Anfangslaufzeit von bis zu einem Jahr müssen mit einem Kreditumrechnungsfaktor von 20 % und Kreditzusagen mit einer Anfangslaufzeit von mehr als einem Jahr mit 50 % der Kreditlinie durch Eigenmittel unterlegt werden. Kreditzusagen, die jederzeit vorbehaltlos und ohne vorherige Ankündigung durch die Bank kündbar sind oder die im Falle einer wesentlichen Verschlechterung der Vermögensverhältnisse des Kreditnehmers effektiv automatisch erlöschen, erhalten einen Umrechnungsfaktor von 0 %. Die Unterlegung mit Eigenmitteln ist der weitere Grund für die bankübliche Berechnung von Bereitstellungszinsen.

## Rechtsfragen
Ob eine Leistung Zins ist oder nicht, hängt nicht von ihrer Bezeichnung ab („Gebühr, Provision, Spesen“), sondern richtet sich nach ihrem wahren wirtschaftlichen Zweck. Daher werden Vergütungen für besondere Leistungen bei der Kapitalbeschaffung und -auszahlung wie etwa die sogenannten Bereitstellungszinsen rechtlich nicht zu den Zinsen gerechnet. Das ist der Grund, warum Bereitstellungszinsen nicht in die Effektivzinsberechnung der Preisangabenverordnung einbezogen werden. Bereitstellungszinsen werden konkret bei Verbraucherkrediten für deren Effektivzinsberechnung nicht als preisbestimmende Faktoren berücksichtigt und fließen deshalb nicht in den Effektivzins ein. Sie gelten auch gewerbesteuerrechtlich nicht als Entgelte für Schulden im Sinne des § 8 Abs. 1 Nr. 1 Buchstabe a) des Gewerbesteuergesetzes.

## Dauerhafter Nichtabruf
Wird ein Teil des Darlehens dauerhaft nicht benötigt (z. B. weil das Bauvorhaben weniger Kredit erforderte als ursprünglich geplant), kann der Kreditbetrag mit Einverständnis der Bank herabgesetzt werden, damit Bereitstellungszinsen ab diesem Zeitpunkt nicht mehr anfallen. In diesem Fall ist jedoch eine Nichtabnahmeentschädigung an die Bank für den Darlehensteil, der nicht benötigt wird, zu zahlen.